# Nervio del músculo cuadrado femoral
El nervio del cuadrado femoral es un nervio del plexo sacro que provee inervación al músculo cuadrado femoral y al  músculo gemelo inferior.

## Anatomía
El nervio nace en el plexo sacro, de las divisiones anteriores de los nervios espinales lumbares L4 y L5, y del primer nervio sacro S1. Abandona la pelvis a través del agujero ciático mayor, abajo del músculo piriforme y profundo respecto al nervio ciático. Desciende, más profundo que el tendón del obturador interno y los gemelos superior e inferior para alcanzar e inervar al cuadrado femoral.